# E Langonned
| Recensione | Giudizio |
| ---------- | -------- |
| AllMusic   |          |

E Langonned è un album di Alan Stivell, pubblicato dalla Fontana Records nel 1974. Acustica, utilizzando solo strumenti tradizionali, l'album ritorna ai fondamenti della musica celtica e soprattutto Bretagna. Langonnet è un villaggio bretone dove l'artista si trasferisce, più vicino alle sue origini paterne.

## Tracce
Lato A
1. E Parrez Langonned – 3:38 (Brano tradizionale bretone)
2. Gavotten Pourled – 1:50 (Brano tradizionale bretone)
3. Planedenn – 2:58 (Brano tradizionale bretone, testo di Y.B. Piriou)
4. Ne Bado Ket Atao – 1:49 (Brano tradizionale bretone, testo di Y.B. Piriou)
5. Bwthyn Fy Nain – 1:28 (Brano tradizionale gallese)
6. Ffarwel I Aberystwyth – 2:10 (Brano tradizionale gallese)
7. a) Briste Leathair Pheadair b) Mairseal A' Chearc – 1:54 (Brani tradizionali scozzesi)
8. a) Dans Fisel b) Gavotenn Ar Menez c) An Sagart Cheolnhar – 2:25 (a e b)  Brani tradizionali bretoni c) brano tradizionale irlandese)

Lato B
1. Bal Fisel – 1:13 (Brano tradizionale bretone)
2. Deus Gann Me D'am Bro – 2:45 (Brano tradizionale bretone)
3. Jenovefa – 2:52 (Brano tradizionale bretone)
4. Sagart O Donaill – 1:31 (Brano tradizionale irlandese)
5. Diougan Gwenc'hlan – 2:37 (Brano tradizionale bretone)
6. Ar Voraerion – 2:26 (Brano tradizionale bretone con testi di Y.B. Kalloc'h)
7. Faili Faili Oro – 2:17 (Calum Kennedy, su musica tradizionale scozzese)
8. Oye Vie (Bonne nuit) – 1:28 (Brano tradizionale dell'isola di Man)

## Musicisti
- Alan Stivell - voce, arpa celtica, bombarda, flauto irlandese, cornamusa scozzese
- Alan Stivell - arrangiamenti
- Yann-Jakez Hasold - voce
- Dan Ar Braz - chitarra acustica
- René Werner - fiddle
- Alan Kloatr - flauto traverso, binioù-kozh, bodhrán
- Liam Weldon - bodhran
- Yann-Fanch Ar Merdy - batteria scozzese
- Loeiz Roujon - batteria scozzese
- Yann-Lug Fauchon - batteria scozzese
- Youenn Sicard - bombarda